# 고체화학
고체화학(固體化學, 영어: Solid-state chemistry)은 때로는 물질 화학이나 재료 화학이라고도 불리며 비분자 고체에 대해서만 연구하는 화학 학문이 아니라 고체상의 물질의 합성, 그 고체상의 물질들의 구조와 특성에 대하여 연구하는 학문이라고 할 수 있다. 고체화학에선 새로운 재료들의 합성과 그 특성에 대하여 연구하는 학문이기에 고체의 구조와 특성에 관련된 여러 학문을 총칭하는 말이다. 예를 들어, 고체화학에 포함되는 여러 학문에는 고체물리학, 광물학, 결정학, 세라믹, 야금학, 열역학, 재료공학, 전자공학 같은 우리가 많이 들어보기도 하고 많이 일상생활에서 쓰임새 있게 쓰이는 분야들의 학문을 총칭한다. 여기서 다루는 고체는 그 고체를 구성하는 입자의 배열에 따라서 결정체와 비정질 고체로 분류할 수도 있다.

## 역사
고체화학은 상업적으로 아주 중요한 여러 기술들과 직결되어 있다보니 자연스럽게 상업의 발전을 위하여 강력하게 추진되어 발전해온 학문이다. 고체화학의 발전은 산업의 분야에서 필요할 때마다 발전해왔고 때로는 과학 학계와도 더불어 발전해오기도 하였다. 이러한 발전은 20세기에 들어서 굉장히 기하급수적으로 빠르게 발전했는데 대표적으로 20세기에 개발된 기술들로는 1950년대에 개발된 석유를 가공하기 위한 제올라이트와 백금계 촉매나 1960년대에 개발된 미전자공학 또는 마이크로일렉트로닉스의 필수 요소인 고순도 실리콘, 1980년대에 발견된 고온 초전도체 등이 있다. 또한 1900년대 초에 윌리엄 로런스 브래그에 의해 시작된 X선 결정학은 혁신이었다. 고체 상태의 원자에서 반응이 어떻게 진행되는지에 대한 우리의 이해는 산화율 이론, 이온의 역확산, 결함 화학등에 관한 칼 바그너의 연구에 의해서 상당히 진전된 바가 있다. 이러한 그의 연구로 인해 고체화학에 대한 발전이 이루어지자 사람들은 그를 고체화학의 아버지로 부르곤 했다. 

## 합성 방법
고체 화합물의 종류가 너무나 다양하기 때문에 그 물질들을 합성하는 방법 또한 너무나 많이 존재한다.

### 고온을 이용한 방법
열에 강한 물질의 경우에는 고온을 이용한 방법을 선택하는 경우가 많다. 예를 들어서, 부피가 큰 벌크 고체의 경우 1100°C까지 온도를 유지시킬 수 있는 튜브 용해로를 사용한다. 또한, 전류가 흐르는 탄탈럼 튜브나 특수한 오븐을 사용하여 온도를 2000°C까지 올릴 수 있게 하기도 한다. 이러한 고온은 반응하는 물질의 확산을 유도하기 위하여 사용되는 경우도 있다.

#### 녹이는 방법
녹이는 방법 중에 종종 사용되는 방법은 반응제를 함께 녹인 다음에 나중에 응고된 용해제를 분해시키는 방법이다. (아직 문서 제작하는중)